# Islington South and Finsbury (circonscription britannique)
Pour les articles homonymes, voir Islington.
Circonscription parlementaire de la Chambre des communes
La circonscription de Islington South et Finsbury est une circonscription électorale anglaise située dans le Grand Londres, et représentée à la Chambre des communes du Parlement britannique depuis 2005 par Emily Thornberry du Parti travailliste.

## Géographie
La circonscription comprend :
- La partie sud du borough londonien d'Islington
- Les quartiers d'Angel, Barnsbury, Clerkenwell, Finsbury, King's Cross, Lower Holloway et St Luke's

## Députés
Les Members of Parliament (MPs) de la circonscription sont :
| Législature                                                                           | Années       | Député           | Député            | Parti            |
| ------------------------------------------------------------------------------------- | ------------ | ---------------- | ----------------- | ---------------- |
| Islington South and Finsbury issue de Islington South West et Shoreditch and Finsbury |              |                  |                   |                  |
| 46e                                                                                   | 1974–1974    |                  | George Cinningham | Travailliste     |
| 47e                                                                                   | 1974–1978    |                  | George Cinningham | Travailliste     |
| 48e                                                                                   | 1979–1982    |                  | George Cinningham | Travailliste     |
| 48e                                                                                   | 1982-1983    |                  | George Cinningham | Social-démocrate |
| 49e                                                                                   | 1983–1987    |                  | Christopher Smith | Travailliste     |
| 50e                                                                                   | 1987–1988    |                  | Christopher Smith | Travailliste     |
| 51e                                                                                   | 1992–1997    |                  | Christopher Smith | Travailliste     |
| 52e                                                                                   | 1997–2001    |                  | Christopher Smith | Travailliste     |
| 53e                                                                                   | 2001–2005    |                  | Christopher Smith | Travailliste     |
| 54e                                                                                   | 2005–2010    | Emily Thornberry |                   | Travailliste     |
| 55e                                                                                   | 2010–2015    | Emily Thornberry |                   | Travailliste     |
| 56e                                                                                   | 2015–2017    | Emily Thornberry |                   | Travailliste     |
| 57e                                                                                   | 2017–2019    | Emily Thornberry |                   | Travailliste     |
| 58e                                                                                   | 2019–Présent | Emily Thornberry |                   | Travailliste     |

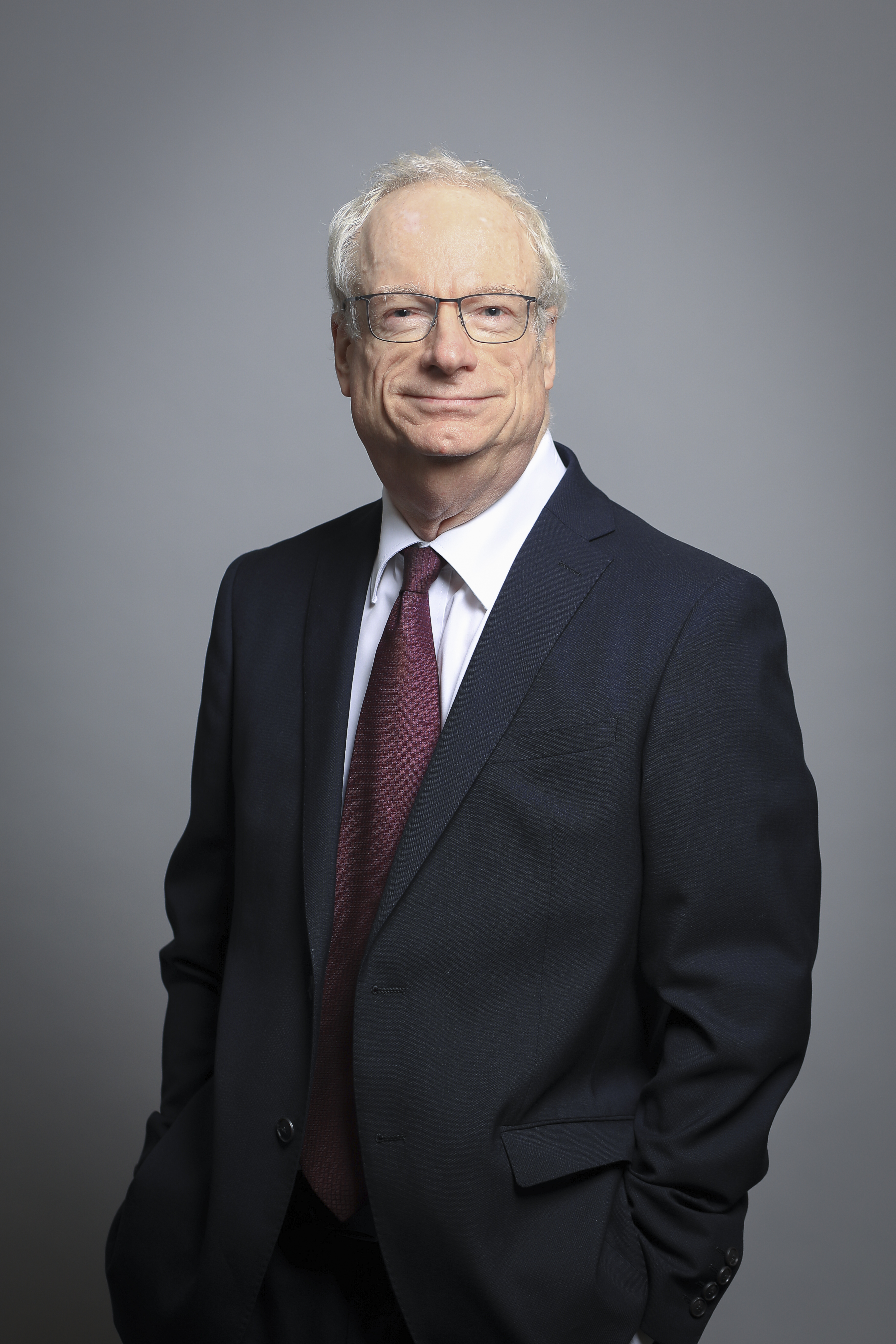
Christopher Smith (1983-2005)
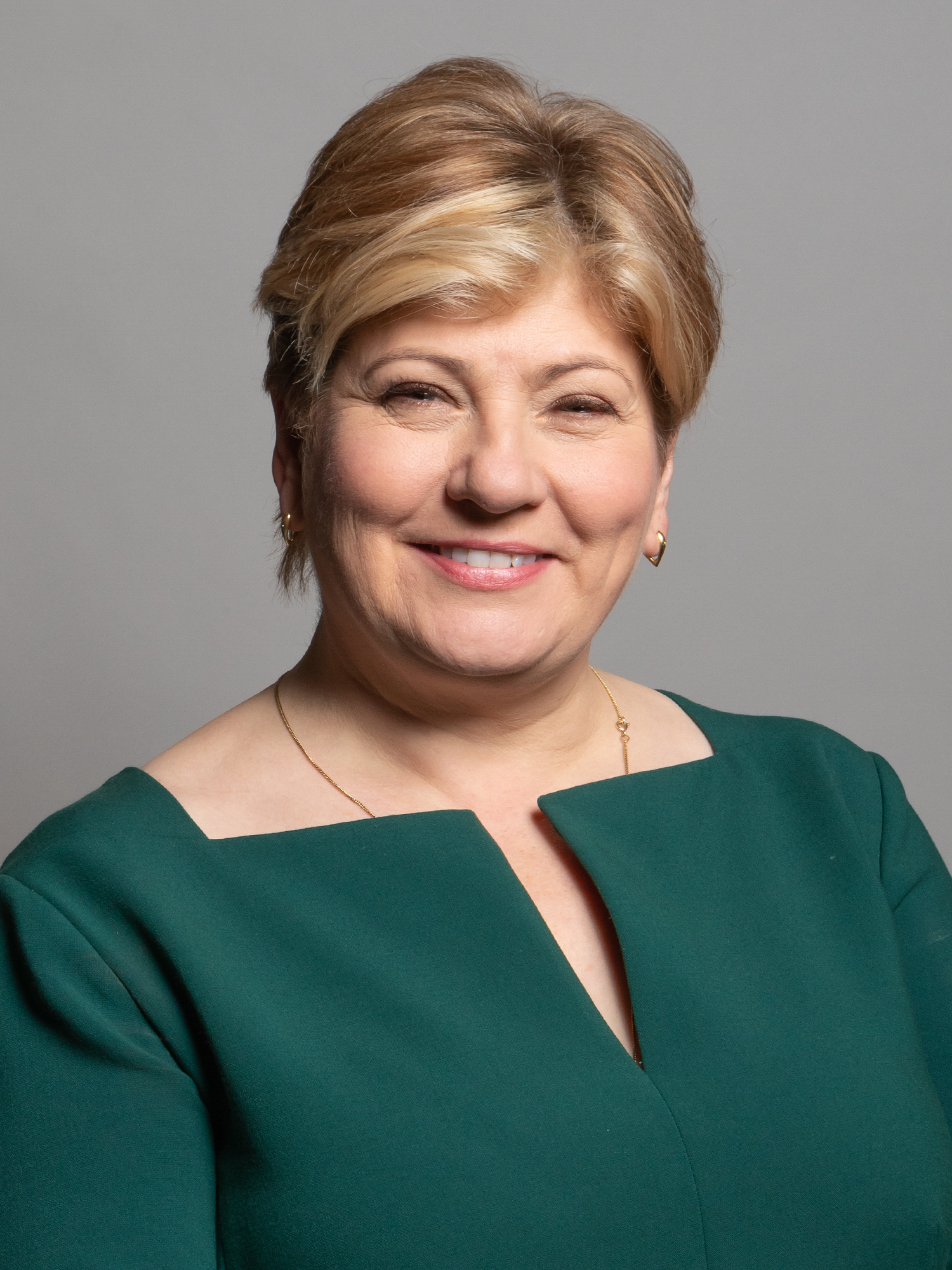
Emily Thornberry (2005-Présent)